# Terechka (rivière)
La Bolchaïa Terechka (en russe : Большая Терешка) ou simplement Terechka, est une rivière de Russie et un affluent de la rive droite de la Volga.

## Géographie
Elle arrose les oblasts d'Oulianovsk et de Saratov.
La Terechka est longue de 213 km et draine un bassin versant de 9 710 km2. Son débit moyen annuel est de 17,5 m3/s à 46 km de sa confluence.
Elle prend sa source dans les collines de Privoljskaïa et se jette dans le réservoir de Volgograd. La rivière est gelée de novembre-décembre à mars-avril.
Aucune localité notable ne se trouve sur ses rives.